# 国立研究開発法人科学技術振興機構法
国立研究開発法人科学技術振興機構法（こくりつけんきゅうかいはつほうじんかがくぎじゅつしんこうきこうほう、平成14年12月13日法律第158号）は、国立研究開発法人科学技術振興機構の名称、目的、業務の範囲等に関する（第1条）日本の法律である。2015年（平成27年）4月の法改正までは独立行政法人科学技術振興機構法という題名であった。

## 経緯
2003年（平成14年）に、独立行政法人科学技術振興機構法として制定された。
2015年（平成27年）に、独立行政法人通則法が改正されて国立研究開発法人制度が創設されたことに伴い、科学技術振興機構を独立行政法人から国立研究開発法人に改組するため改正され、現在の題名に改められた。

## 構成
- 第1章　総則（第1条―第9条）
- 第2章　役員及び職員（第10条―第17条）
- 第3章　業務等（第18条―第20条）
- 第4章　雑則（第21条―第25条）
- 第5章　罰則（第26条―第28条）
- 附則